# Пасов (Укермарк)
Пасов (њем. Passow) општина је у њемачкој савезној држави Бранденбург. Једно је од 34 општинска средишта округа Укермарк. Према процјени из 2010. у општини је живјело 1.622 становника. Посједује регионалну шифру (AGS) 12073603.

## Географски и демографски подаци
Пасов се налази у савезној држави Бранденбург у округу Укермарк. Општина се налази на надморској висини од 15 метара. Површина општине износи 51,3 km². У самом мјесту је, према процјени из 2010. године, живјело 1.622 становника. Просјечна густина становништва износи 32 становника/km².